# 上克魯斯縣
上克魯斯縣（西班牙語：Departamento Cruz Alta），是阿根廷的縣份，位於該國北部圖庫曼省，首府設於班達德爾里奧薩利，面積1,255平方公里，主要經濟活動是工業和農業，2010年人口180,499，人口密度每平方公里143.82人。